# Les Paul
Pour l'article concernant la guitare électrique, voir Gibson Les Paul.
Lester William Polsfuss, plus connu sous le nom de Les Paul [lɛs pɔl], né le 9 juin 1915 à Waukesha (Wisconsin) et mort le 12 août 2009 à White Plains (État de New York), est un guitariste et inventeur américain qui a joué un rôle important dans le développement des guitares électriques à corps plein (solidbody), les techniques d'enregistrement multipiste et divers systèmes d'effets spéciaux sonores tels que les chambres d'écho et de réverbération. Il participe au début des années 1950 à la création de la guitare électrique produite par la marque Gibson qui porte son nom.

## Biographie

### Débuts
Avant que Lester William Polsfuss n'adopte « Les Paul » comme nom d'artiste, sa propre mère l'appelait simplement « Polsfuss ». Son intérêt pour la musique débute à l'âge de huit ans, lorsqu’il reçoit un harmonica en cadeau. À neuf ans, sa mère lui fait prendre des cours de piano, mais selon sa biographe Mary Alice Shaughnessy, son professeur le renvoie à la maison après quelques leçons, avec un mot pour sa mère disant : « Chère Madame Polsfuss, votre garçon Lester n'apprendra jamais la musique, gardez votre argent. S'il vous plaît ne me l'envoyez plus, pour aucune leçon. »
Vers l'âge de douze ans, après une brève tentative pour apprendre à jouer du banjo, il commence la guitare sur un instrument acheté d'occasion pour cinq dollars, avec l'argent qu'il a gagné en triant des pommes de terre. À l'âge de treize ans, Les Paul est déjà un musicien semi-professionnel. À 17 ans, il entre dans le Rube Tronson's Cowboys, un orchestre régional de musique country. Peu de temps après, il quitte l'école et devient musicien professionnel.

### De Saint-Louis à New York
Durant les années 1930, Les Paul est d'abord engagé dans le Wolverton's Radio Band, orchestre de la station de radio KMOX  à Saint-Louis dans le Missouri. Il s'installe ensuite à Chicago, où il commence une carrière de musicien de studio. Dans le même temps, il joue et enregistre de la musique style hillbilly sous le pseudonyme de Rhubarb Red, il joue du jazz à la station de radio WIND et accompagne à l'occasion des artistes de blues sous le nom de « Les Paul ». En 1938, il quitte Chicago pour New York, où il est engagé avec son trio comme musicien vedette dans l'émission de radio Fred Waring's Pennsylvanians. À cette époque, les stations de radio emploient beaucoup de musiciens et d'orchestres, la plupart des émissions musicales étant réalisées en direct.

### «La bûche»
Vers la fin des années 1930, Les Paul n'est pas satisfait des guitares électriques alors disponibles. Ce sont des guitares jazz acoustiques électrifiées, difficiles à amplifier sans engendrer d'importants problèmes de larsen. Inventif et bricoleur, il se lance dans toutes sortes d'expériences pour trouver des solutions viables à l'amplification des guitares. Il avoue volontiers avoir « massacré » un grand nombre de guitares pour mener à bien ses expériences.
Il est possible que Les Paul ait connaissance de la « poêle à frire » (frying pan), prototype de guitare électrique à corps plein (solid body) pourvu d'un transducteur magnétique, créé dix ans plus tôt. Il semble que Les Paul comprend rapidement qu'une des principales causes de l'effet larsen est le montage du micro directement sur la caisse de résonance des guitares à caisse creuse (hollow body). En 1941, il demande à la compagnie Epi, qui produit et commercialise les guitares Epiphone, l’autorisation d'utiliser ses ateliers, le dimanche, pour poursuivre ses recherches. Il parvient à construire un prototype rudimentaire de type solidbody, qui passera à la postérité sous le nom de The Log (La Bûche). Le corps est composé d'un simple bloc de bois en pin ayant une section d'environ 4 × 4 pouces, sur lequel Lester fixe le manche d'une guitare Gibson L5, deux micros magnétiques, un chevalet métallique et un Vibrola Kauffman, intégrant un système faisant varier la tension des cordes à l'aide d'un levier (principe du vibrato). Pour donner à cet étrange assemblage une forme de guitare, il découpe en deux parties la caisse d'une guitare Epiphone et les fixe de chaque côté de sa « bûche ». Vers 1946, il rencontre Maurice Berlin, le président de CMI (Chicago Musical Instruments) et propriétaire de la compagnie Gibson, et lui propose d'étudier le potentiel commercial de son instrument, mais on lui répond : « Ce n'est qu'un manche à balai affublé d'un micro, ». Cependant, le principe de la guitare solid body fait son chemin, notamment grâce aux recherches de Paul Bigsby. En 1950, Leo Fender commercialise le premier modèle solid body dans le cadre d'une production en série avec les modèles Esquire puis Broadcaster, rapidement rebaptisés Telecaster pour des raisons de droits d'auteur, la marque Gretsch distribuant un modèle de batterie dénommé Broadkaster. À la suite du succès de la Telecaster, Gibson se ravise et rappelle Les Paul, au début des années 1950, pour lui proposer une collaboration qui aboutit au premier modèle de guitare solid body de la marque, qui porte son nom.

### Magnétophone multipiste

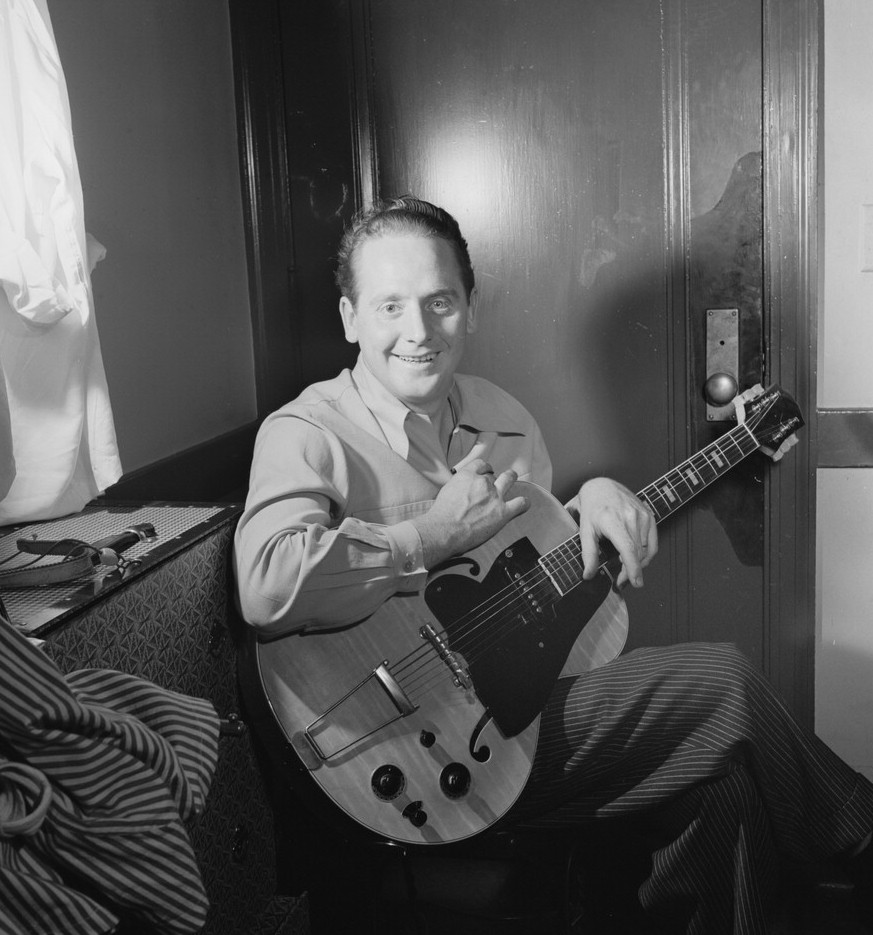
Les Paul avec une Epiphone Brodway de 1942 (photo : William P. Gottlieb, janvier 1947).

En 1943, Les Paul décide du jour au lendemain de quitter New York pour s'installer à Los Angeles, où il forme un nouveau trio. Au concert d'inauguration du festival Jazz at the Philharmonic de Los Angeles en juillet 1944, il accompagne Nat King Cole au pied levé, en remplacement de son guitariste attitré. Cette même année, il commence une collaboration avec Bing Crosby qu'il accompagne dans les émissions de radio et avec qui il enregistre plusieurs disques. Le morceau It's Been a Long, Long Time est no 1 aux États-Unis fin 1947. Crosby est très intéressé par les expériences de Les Paul, concernant les techniques d'enregistrement sonore, et il le soutient financièrement. 
Peu de temps après la Seconde Guerre mondiale, Bing Crosby est impressionné par une démonstration que lui fait Jack Mullin avec un magnétophone (prise de guerre) modifié pour le compte de la petite société Ampex. Il le nomme chef ingénieur du son, et investit 50 000 dollars, une fortune à l'époque, pour permettre à Ampex de développer et commercialiser ces magnétophones. Quand Les Paul peut enfin disposer d'un des tout premiers Ampex Model 200, il rajoute des têtes d'enregistrement et de lecture créant ainsi le premier magnétophone multipiste.
En 1948, il est victime d'un grave accident de la route. Pour sauver son bras droit, les chirurgiens doivent l'immobiliser à l'aide de broches. Les Paul demande qu'on fixe son bras à un angle de 90 degrés, ce qui lui permet de continuer à jouer de la guitare.

### Duo avec Mary Ford

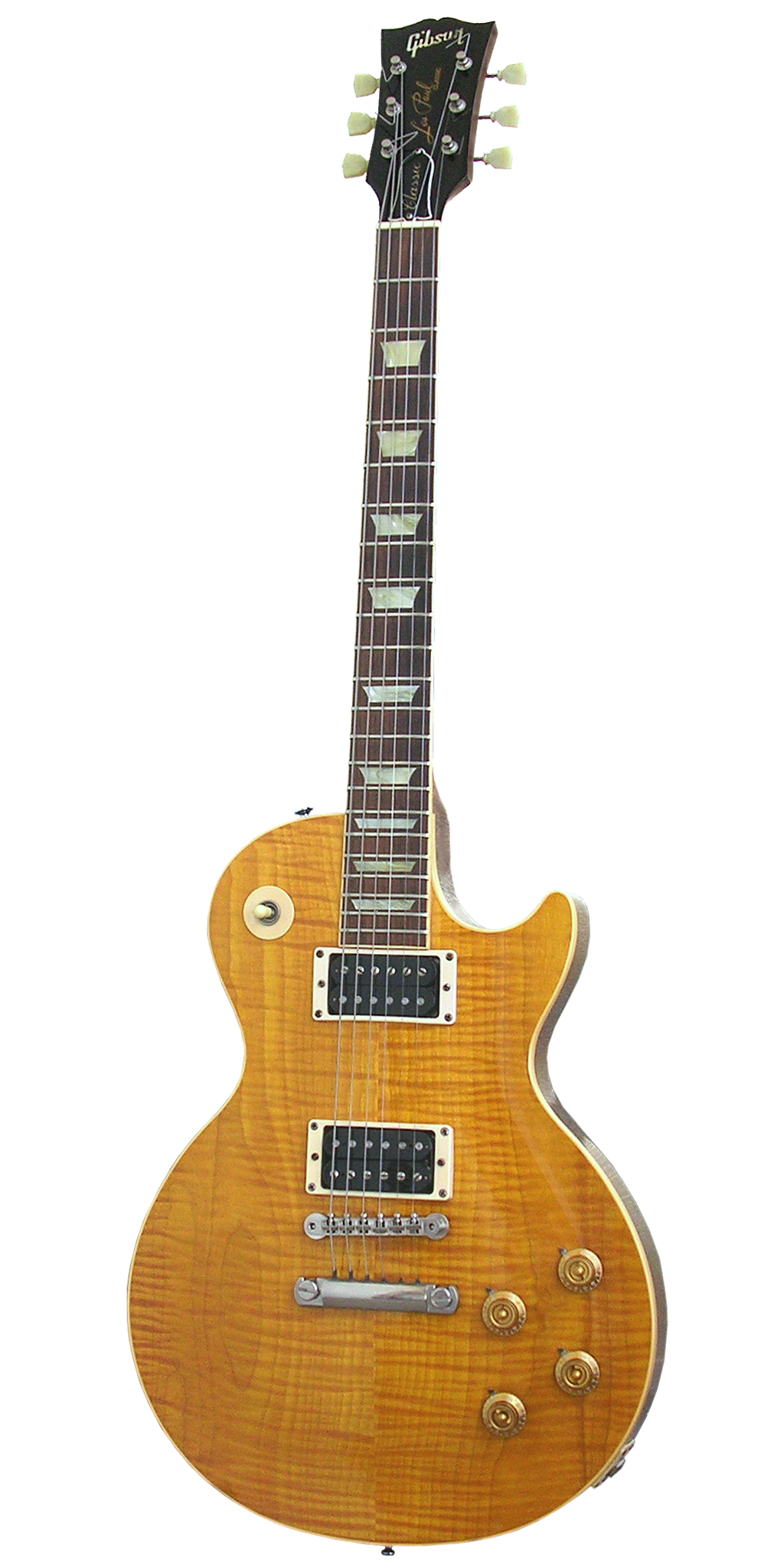
Une Gibson Les Paul Classic.

En 1949, Lester William Polsfuss épouse Colleen Summers, une chanteuse ayant pour nom de scène Mary Ford. À partir de 1950, Paul réalise avec elle une série d'enregistrements en utilisant la technique du re-recording avec le magnétophone multipiste qu'il a mis au point. Dans les années 1950, le duo occupe une place primordiale dans la sphère « music business », grâce à ses émissions de radio et télévision et ses succès discographiques. Ils obtiennent deux no 1 dans le classement des meilleures ventes de disques aux États-Unis, en 1951 avec How High the Moon, et en 1953 avec Vaya con Dios (May God Be with You). À la fin de la décennie, avec la déferlante du rock 'n' roll aux États-Unis d'Amérique, le duo se voit un peu relégué à l'arrière-plan du monde du spectacle.  En 1963, le duo se dissout : Les Paul et Mary Ford se séparent, puis divorcent en 1964.

### Les Paul et Gibson
En 1952, Gibson lui propose un contrat commercial le liant à la compagnie afin de faire la promotion de la nouvelle et première guitare solidbody de la marque. Selon les termes du contrat, elle devait porter son nom, la Gibson Les Paul. Selon Shaughnessy qui rapporte les mots de Les Paul, sa contribution technique a été peu importante, mais ce contrat a en revanche fait sa fortune. En 1961, lorsque Gibson commercialise un tout nouveau modèle de « Les Paul », la Gibson SG, ayant une apparence totalement différente, Les Paul demande à Gibson de retirer son nom marqué sur la tête de la guitare. Peu de temps après, Les Paul rompt sa collaboration avec Gibson à la suite d'une dispute, mais les guitares Les Paul conservent leur nom.
En 1975, Les Paul est victime d'un infarctus du myocarde et d'un traumatisme crânien . Il se retire à Mahwah dans le New Jersey, dans un immense complexe de studios et d'ateliers où il peut continuer ses expérimentations. Il apparait pour trois titres (Brazil, How high the moon, Running & hiding) lors du concert donné à Séville pendant l'exposition universelle de 1992. 
Les Paul meurt le 12 août 2009 à l'âge de 94 ans, de complications dues à une pneumonie. Il est enterré au cimetière Prairie home de Waukesha.

## Reconnaissances
En 2005, il est intronisé au National Inventors Hall of Fame.
Si son œuvre a été marquée par l'influence de Django Reinhardt,, il a lui-même fortement influencé d'autres artistes, tels que les guitaristes Slash et Jeff Beck.